# Подлес (ботаника)
 Тази статия е за термина от ботаниката.  За селото вижте Подлес.  
Подлес е термин от ботаниката и лесовъдството, с който се означава съвкупността от храстовата растителност в гората. Подлесът е присъщ, но незадължитилен елемент на биологичния комплекс на горската екосистема. Под подлеса се намира т.нар. жива почвена покривка, която представлява тревната растителност, мъховете, лишеите и полухрастите.
Стопанското значение на подлеса може да е едновременно положително и отрицателно. Подлесът обикновено служи за хранителна база и убежище на диви животни. Отрицателното му значение е свързано с това, че подлесът конкурира дървостоя в насаждението за почвена влага и хранителни ресурси. Плътното покритие на подлеса може да стане причина за по-бавното протичане на естествените процеси по възобновяване на някои типове гори.
Терминът „подлес“ не бива да се бърка със сходните по звучене термини подгон и подраст, въпреки че и трите обитават втория етаж на насаждението.
- Подгонът е частта от дървостоя, формирана от онези дървесни екземпляри, които по някакви видови и индивидуални особености или други причини са изостанали от развитието на останалите дървета.
- Подрастът е новото поколение гора, в което влизат фиданки на възраст от една година до дръвчета, които достигат до половината на височината на дървостоя.[1]